# Walter J. Boyne
Pour les articles homonymes, voir Boyne.
Walter James Boyne (né le 2 février 1929 à East Saint Louis dans l'Illinois et mort le 9 janvier 2020 à Silver Spring dans le Maryland) est un officier américain vétéran de l'United States Air Force, auteur de plus de 50 livres et de plus de 1 000 articles sur l'histoire de l'aviation. Il a aussi été directeur du National Air and Space Museum de la Smithsonian Institution.

## Biographie

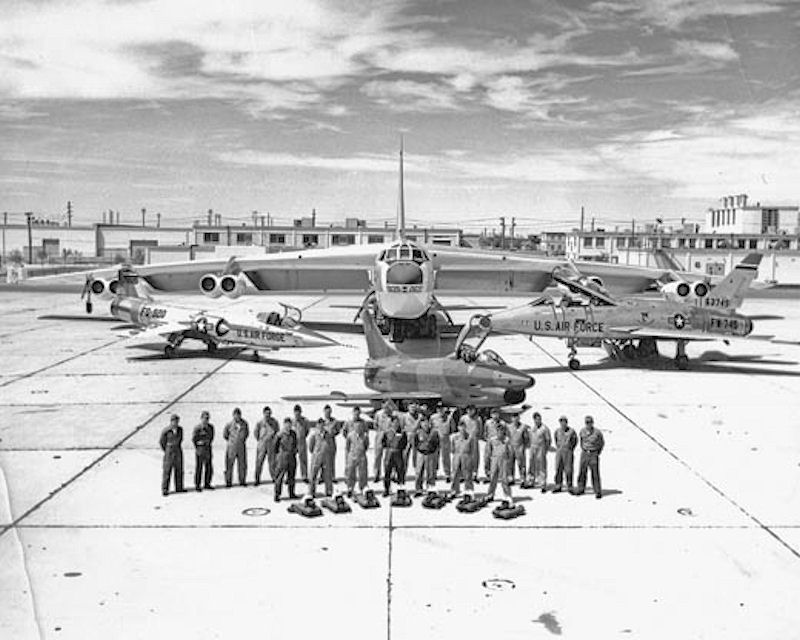
4925th Test Group, Walter J. Boyne au deuxième rang, quatrième à partir de la gauche.

Walter Boyne est élevé dans une famille pauvre à East St. Louis dans l'Illinois à l'époque de la Grande Dépression. Il étudie à l'école Holy Angels où il se découvre un intérêt pour l'écriture. Son amour pour le vol naît et se développe à la lecture des dime novels, telle la série G-8 and His Battle Aces de Robert J. Hogan qui décrit les aventures du « premier espion volant de la Première Guerre mondiale »,. Il décide de devenir pilote pour l'US Air Force et poursuit ce but sans relâche dans les années subséquentes. Il obtient plusieurs bourses d'études qui le mènent à étudier à l'université Washington de Saint-Louis.

## Œuvres
Boyne commence sa carrière littéraire en 1962 pendant qu'il est en service dans l'US Air Force. Ennuyé des articles qui ne font que porter sur les mêmes avions et les mêmes pilotes, il porte son attention sur des pilotes et des aéronefs moins connus. Son premier article sur le Curtiss P-36 Hawk est accepté par un magazine britannique, pour lequel il reçoit 29 $US, ce qui le rend particulièrement fier. L'avion est maintenant en montre au National Museum of the United States Air Force à la Wright-Patterson Air Force Base. Il a rédigé plus de 50 livres et plus de 1 000 articles parus dans des magazines.
Non-fiction
- 1979 : The Jet Age: Forty Years of Jet Aviation[5]
- 1980 : Messerschmitt Me 262: Arrow to the Future[6]
- 1980 : Flying, an introduction to flight, airplanes, and aviation careers[7]
- 1981 : Boeing B-52: A Documentary History
- 1982 : The Aircraft Treasures of Silver Hill
- 1983 : Vertical Flight: The Age of the Helicopter
- 1984 : De Havilland DH-4: From Flaming Coffin to Living Legend
- 1985 : Phantom in Combat
- 1986 : The Leading Edge
- 1987 : Classics: U.S. Aircraft of World War II[8]
- 1987 : The Smithsonian Illustrated History of Flight
- 1988 : The Smithsonian Book of Flight for Young People
- 1988 : The Power Behind The Wheel
- 1990 : Flight
- 1991 : Weapons of Desert Storm (New York Time's Best Seller List)
- 1991 : Gulf War
- 1992 : Classic Aircraft
- 1992 : Art in Flight: The Sculpture of John Safer
- 1993 : Silver Wings
- 1994 : Clash of Wings: World War II in the Air
- 1995 : Clash of Titans: World War II at Sea
- 1995 : Fly Past, Fly Present
- 1997 : Beyond the Wild Blue, A History of the USAF, 1947–1997
- 1998 : Beyond the Horizons:The Story of Lockheed
- 1999 : Brassey's Air Combat Reader (editor)
- 2001 : Aces in Command: Fighter Pilots as Combat Leaders
- 2001 : German Military Aircraft
- 2001 : The Best of Wings
- 2001 : Aviation 100, Volume I
- 2001 : Classic Aircraft, 2001
- 2002 : Aviation 100, Volume II
- 2002 : The Two O'Clock War
- 2003 : Aviation 100, Volume III
- 2003 : Encyclopedia of Air Warfare
- 2003 : The Influence of Air Power on History
- 2003 : Chronicle of Flight: A Year-By-Year History of Aviation
- 2003 : Rising Tide
- 2003 : Operation Iraqi Freedom, What Went Right, What Went Wrong and Why
- 2003 : The Alpha Bravo Delta Guide to the U.S. Air Force
- 2003 : The Alpha Bravo Delta Guide to the U.S. Navy
- 2003 : The Alpha Bravo Delta Guide to the U.S. Army
- 2003 : The Alpha Bravo Delta Guide to the U.S. Marines
- 2003 : The Yom Kippur War: And the Airlift Strike That Saved Israel
- 2004 : Today's Best Military Writing
- 2007 : Soaring to Glory: the Story of the Air Force Memorial
- 2011 : How the Helicopter Changed Modern Warfare[9]

Fiction
- 1986 : The Wild Blue: The Novel of the U.S. Air Force
- 1989 : Trophy for Eagles
- 1991 : Eagles at War
- 1992 : Air Force Eagles
- 1993 : Eagles at War
- 2003 : Dawn Over Kitty Hawk: The Novel of the Wright Brothers
- 2006 : Roaring Thunder: A Novel of the Jet Age
- 2006 : Supersonic Thunder: A Novel of the Jet Age
- 2009 : Hypersonic Thunder: A Novel of the Jet Age

## Publication
- (en-US) Walter J. Boyne, « The Dawn of Discipline », Smithsonian Enterprises, Washington, D.C., vol. 24, no 2,‎ juin–juillet 2009, p. 62–69 (ISSN 0886-2257, lire en ligne, consulté le 3 juillet 2009)

### Citations originales
1. ↑  (en) « America's World War I Flying Spy »